# مواطن ملتزم بالقانون
مواطن ملتزم بالقانون (بالإنجليزية: Law Abiding Citizen)‏ هو فيلم جريمة تم إنتاجه في الولايات المتحدة وصدر في سنة 2009. الفيلم من إخراج إف غاري غراي وكتابة كورت ويمر. من بطولة جيمي فوكس وجيرارد بتلر وبروس ماكجيل وكولم مياني وليزلي بيب.

## القصة
في غزو منزل في فيلادلفيا، قتل كلارنس داربي زوجة وابنة المهندس كلايد شيلتون، الذي أُجبر على المشاهدة. محامي الادعاء نيك رايس غير قادر على إدانة داربي بشكل آمن بسبب سوء التعامل مع الأدلة. غير راغب في المخاطرة بتخفيض معدل إدانته المرتفع، فقد عقد صفقة مع داربي: في مقابل الشهادة ضد شريكه، روبرت أميس (الذي كان ينوي فقط السرقة من كلايد والفرار) سوف يعترف داربي بالذنب بارتكاب جريمة قتل من الدرجة الثالثة ويحصل على أخف وزنا. جملة أو حكم على. أدين أميس وحُكم عليه بالإعدام، بينما أُطلق سراح داربي بعد بضع سنوات. يشعر كلايد بالخيانة من قبل نيك والنظام القضائي.
بعد عشر سنوات تم إعدام أميس عن طريق الحقن المميتة، لكنه مات في ألم مؤلم بسبب تغيير كيميائي يحتوي على أدلة تورط داربي. في هذه الأثناء، أيقظ متصل مجهول داربي ينبهه إلى أن الشرطة في طريقها إلى شقته بحثًا عنه. يعرف المتصل، باستخدام صوت مشوه إلكترونيًا أن هناك كوكايين وربما امرأة قاصر في الشقة، ويحذر داربي من أنه ينظر إلى السجن مدى الحياة. مع اقتراب الشرطة من داربي تسلل إلى سيارة شرطة وأخذ مسدس الضابط الوحيد أجبره على القيادة من الموقع. باتباع الإرشادات عبر الهاتف طلب داربي من الضابط نقلهم إلى مستودع مهجور. هناك، يكشف الضابط أنه كلايد وأنه أجرى المكالمة. إنه يشل داربي بمسامير مغلفة بالسموم الرباعية على مقبض البندقية التي انتزعها داربي. يقوم كلايد بربط داربي بطاولة، ويقوم بالاستعدادات الطبية لإطالة معاناة داربي ثم يقوم بتسجيل الفيديو وهو يقطع أوصاله ويقتله. عندما تم العثور على رفات داربي فإن الأدلة تربط موته بكلايد؛ كلايد يستسلم عن طيب خاطر ويذهب إلى السجن.
في السجن، يطلب كلايد مرتبة جديدة في زنزانته مقابل «اعتراف». رفض نيك في البداية، ولكن بعد أن علم أن كلايد أرسل لعائلة نيك فيلمًا عن مقتل داربي وأصابهم بالصدمة، أمر المدعي العام جوناس كانتريل نيك بإبرام الصفقة. في المحكمة، يمثل كلايد نفسه ويجادل بنجاح بأنه يجب الإفراج عنه بكفالة، ثم يوبخ القاضي لقبوله السابقة القانونية التي استشهد بها، معتقدًا أنه من السهل جدًا إقناعها وحريصة على السماح للمجانين والقتلة بالعودة إلى الشارع. يستشهد به القاضي بتهمة ازدراء المحكمة ويأمر بسجنه.
بعد إعطاء نيك اعترافه يطلب كلايد وجبة غداء متقنة من شرائح اللحم ويتم تسليم مشغل موسيقى إلى زنزانته في وقت محدد، مقابل مكان محامي داربي الذي تم الإبلاغ عن فقدانه. يوافق نيك، على الرغم من أن الغداء تأخر بضع دقائق بسبب الإجراءات الأمنية للسجان. بمجرد أن يتناول وجبته، يقدم كلايد مكان المحامي. لقد فات الأوان لإنقاذ محامي داربي حيث أصيب بالاختناق بسبب المواد الميكانيكية بينما تأخر غداء كلايد. بعد تقاسم وجبته مع زميل في الزنزانة، شرع كلايد في قتله بعظم اللحم، مما أجبر المأمور على تأمينه في الحبس الانفرادي.
كانتريل يرتب لقاء مع أحد معارف وكالة المخابرات المركزية ويحضر نيك. لقد تعلموا أن كلايد عمل سابقًا مع الوكالة، حيث ابتكر أجهزة اغتيال خيالية ونسق تكتيكات مميتة معقدة ضد أهداف شبه مستحيلة. تم تحذيرهم من أن كلايد يمكن أن يقتل أي شخص في أي وقت يشاء وأنه إذا كان في السجن، فهذا كله جزء من خطة أكبر. خلال لقاء مع نيك وكانتريل، قتل القاضي بانفجار مخبأ في هاتفها الخلوي. يوضح كلايد لنيك أن جرائم القتل لا تتعلق بالانتقام، بل تتعلق بإخفاقات نظام العدالة. ثم يطالب بإطلاق سراحه وإسقاط جميع التهم الموجهة إليه وإلا «يقتل الجميع».
بدلا من ذلك يتخذ نيك إجراءات احترازية. بعد مرور الموعد النهائي لكلايد، يموت عدد من مساعدي نيك في انفجار سيارات مفخخة. يجتمع نيك مع كلايد على انفراد، ويضربه ويصرخ عليه محبطًا أنه إذا حاولوا إدانة أميس وداربي، فقد يكونون قد أطلقوا سراحهم. يعارض كلايد أن نيك لا يهتم وأنه إذا حاول على الأقل لكنه فشل، لكان كلايد سيقبله. يطالب نيك بإنهاء عمليات القتل، لكن كلايد يخبره أنه بدأ لتوه في تدمير النظام الفاسد وكل من يؤمن به. أثناء مغادرته جنازة أحد زملائه، قُتل كانتريل بواسطة روبوت مسلحة للتخلص من القنابل. نيك مستعد لاستقالته. ومع ذلك، فإن رئيس البلدية الغاضب يضع المدينة في حالة إغلاق ويرقى نيك إلى منصب النائب العام بالنيابة.
يعلم نيك أن كلايد يمتلك مرآبًا للسيارات بالقرب من السجن. يؤدي نفق إلى مخبأ للأسلحة والتنكر ومعدات أخرى أسفل زنازين الحبس الانفرادي، مع مداخل سرية لكل زنزانة. يدرك أن كلايد أراد أن يظل في الحبس الانفرادي طوال الوقت؛ وقد سمح له ذلك بمغادرة السجن بسهولة دون اكتشافه وتنفيذ جرائم القتل التي تم ارتكابها قبل التأمل مع تضليل الشرطة، التي افترضت أن جرائم القتل التي ارتكبها كانت من عمل شركاء. تشير الأدلة إلى هدف كلايد التالي، قاعة المدينة، حيث يعقد العمدة اجتماعًا طارئًا. نيك ورجاله لا يجدون كلايد ولكن اكتشف قنبلة مفخخة في حقيبة سفر مفعلة بالهاتف الخلوي مزروعة في الغرفة أسفل الاجتماع مباشرة.
يعود كلايد إلى زنزانته ويتفاجأ عندما يجد نيك ينتظره. يقترح كلايد صفقة أخرى، لكن نيك، بعد أن فهمه أخيرًا، قال إنه لم يعد يعقد صفقات مع القتلة. يحاول نيك التفكير مع كلايد، لكن كلايد ينشط قنبلة الحقيبة، مما يتسبب في فرار نيك. يدرك كلايد بعد فوات الأوان أن نيك نقل القنبلة إلى زنزانته المغلقة الآن. عند قبول مصيره، ابتسم كلايد بابتسامة عريضة لأنه علم نيك أخيرًا أنه يتعين على المرء أن يعمل خارج النظام لإيقاف بعض الأشخاص، قبل أن يحدق بحزن في سوار ابنته عندما تنفجر القنبلة، مما يؤدي إلى مقتله.
تظهر الخاتمة نيك وهو يشاهد ابنته في عرض مسرحي موسيقي، وهو حدث كان يواجه صعوبة في إيجاد الوقت لحضوره.

## فريق التمثيل
- جيمي فوكس بدور نيكولاس «نيك» رايس
- جيرارد بتلر بدور كلايد الكسندر شيلتون
- فيولا ديفيس عمدة أبريل هنري
- بروس ماكجيل دور جوناس كانتريل
- ليزلي بيب بدور سارة لويل
- كولم ميني بدور المحقق دنيجان
- ريجينا هول بدور كيلي رايس
- مايكل إيربي بدور المخبر جارزا
- مايكل كيلي بدور براي
- روجر بارت بدور بريان برينغهام
- جريجوري إيتزين بدور الحارس إيغر
- كريستيان ستولت دور كلارنس جيمس داربي
- آني كورلي بدور القاضية لورا بورش
- ريتشارد بورتنو بدور بيل رينولدز
- جوش ستيوارت بدور روبرت أميس

## روابط خارجية
- الموقع الرسمي
- مواطن ملتزم بالقانون على موقع IMDb (الإنجليزية)
- مواطن ملتزم بالقانون على موقع ميتاكريتيك (الإنجليزية)
- مواطن ملتزم بالقانون على موقع روتن توميتوز (الإنجليزية)
- مواطن ملتزم بالقانون على موقع نتفليكس (الإنجليزية)
- مواطن ملتزم بالقانون على موقع قاعدة بيانات الأفلام العربية
- مواطن ملتزم بالقانون على موقع ألو سيني (الفرنسية)
- مواطن ملتزم بالقانون على موقع Turner Classic Movies (الإنجليزية)
- مواطن ملتزم بالقانون على موقع أول موفي (الإنجليزية)
- مواطن ملتزم بالقانون على موقع بوكس أوفيس موجو (الإنجليزية)
- مواطن ملتزم بالقانون على موقع فيلمافينيتي (الإسبانية)